# Зелецино
Зелецино (рос. Зелецино) — присілок в Кстовському районі Нижньогородської області Російської Федерації.
Населення становить 382 особи. Входить до складу муніципального утворення Большемокринська сільрада.

## Історія
Від 2009 року входить до складу муніципального утворення Большемокринська сільрада.

## Населення
| 2002 | 2010 |
| ---- | ---- |
| 286  | ↗382 |